# Rubrobacter taiwanensis
Rubrobacter taiwanensis es una especie de bacteria grampositiva del género Rubrobacter. Fue descrita en el año 2004. Su etimología hace referencia a Taiwán. Es aerobia e inmóvil. Tiene un tamaño de 0,9-1 μm de ancho por 1-3 μm de largo. Forma colonias circulares, convexas, lisas, opacas y de color rosa claro tras 7 días de incubación. Temperatura de crecimiento entre 30-70 °C, óptima de 60 °C. Catalasa y oxidasa positivas. Tiene un genoma de 3 Mpb y un contenido de G+C de 68,5%. Se ha aislado de fuentes termales en Taiwán y también de Yellowstone, Estados Unidos. 